# Unai Alba
Unai Alba Pagadizabal (Oyarzun, Guipúzcoa, España, 19 de febrero de 1978) es un exfutbolista español que jugaba de portero. Actualmente es entrenador de porteros del Barcelona Atlètic.
Es recordado por su fugaz fichaje por el Athletic Club en 2007, al que llegó sin ser futbolista profesional, y por su etapa en el Hércules donde debutó en Primera División en 2010.

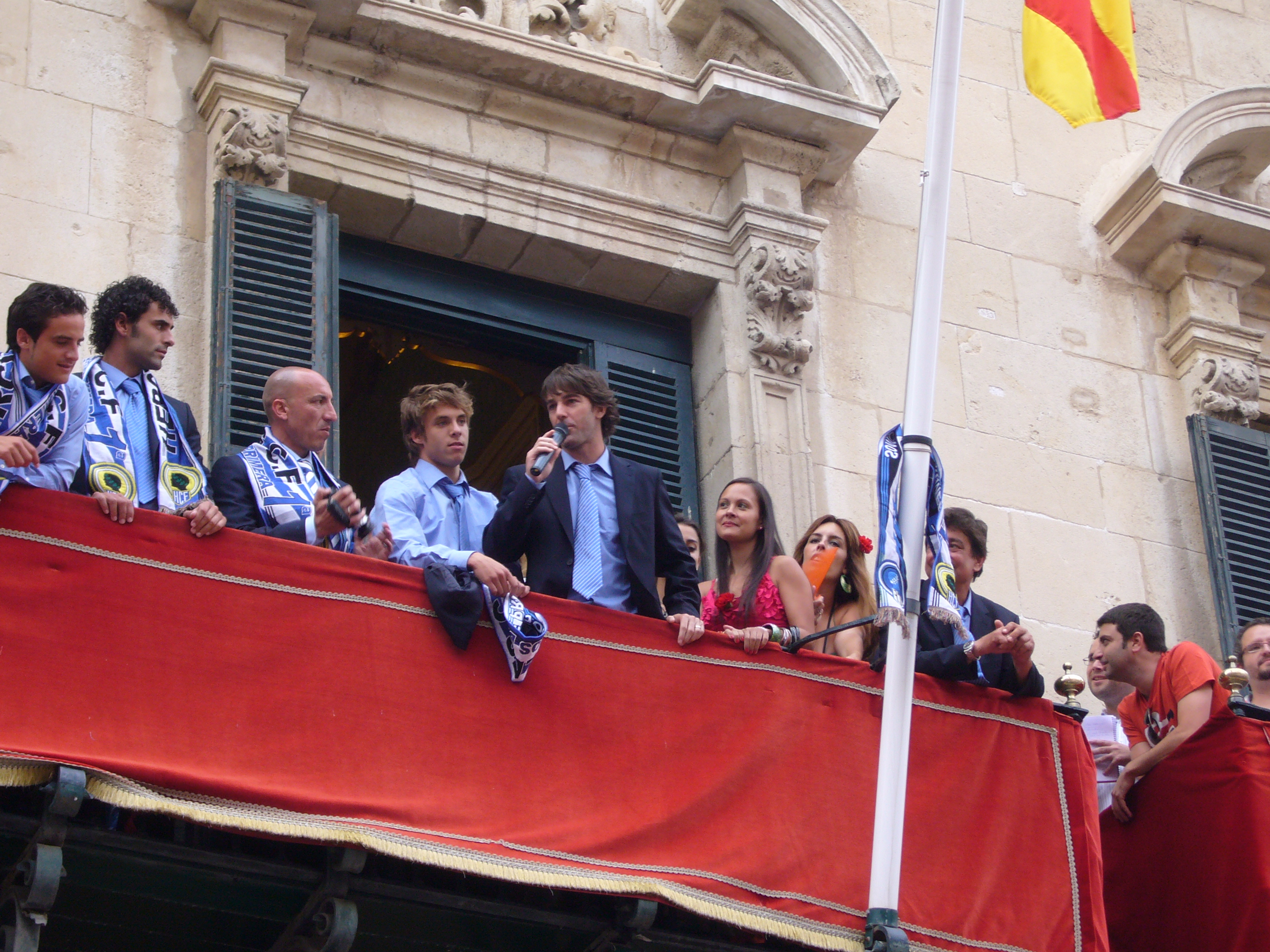
Unai Alba (segundo por la izquierda) en el ayuntamiento de Alicante tras el ascenso a Primera división con el Hércules C. F. en la temporada 2009/10.

## Trayectoria

### Inicios en Guipúzcoa y llegada al Barakaldo
Se inició como futbolista en las filas del Oiartzun KE, equipo de su localidad. En etapa juvenil jugó en el Hondarribia Futbol-Elkartea. En 1998 se incorporó al filial de la SD Eibar. En enero del año 2000 se marchó al Real Unión, con el que debutó en Segunda B. Su siguiente club fue el Zestoa KB de Tercera División y, un año después, se marchó al CD Lagun Onak. Tras dos temporadas en el club azpeitiano, firmó por el Barakaldo CF de la Segunda División B en 2004. En el club fabril se consolidó como titular indiscutible y llamó la atención de otros clubes.

### Athletic Club
En diciembre de 2006 firmó un contrato de dos años y medio como portero del Athletic Club.Además, Unai era gran aficionado del club rojiblanco, al igual que su padre (fallecido en 2008 tras una enfermedad).Mané buscaba aumentar la competencia en la portería, que contaba con Dani Aranzubia e Iñaki Lafuente. Iñaki acababa de lesionarse y el club rojiblanco estaba luchando por no descender de categoría, por lo que decidió tener un guardameta veterano en la plantilla.El 26 de diciembre fue presentado como nuevo jugador del Athletic Club de Primera División.Hasta su fichaje por el Athletic, Unai compaginó el fútbol con el oficio de pintor, que desempeñaba junto a su padre.Unai no llegó a debutar con el Athletic en partido oficial y, tras la recuperación de Lafuente, no volvió a las convocatorias.A pesar de tener dos temporadas más de contrato, fue descartado por el nuevo técnico Joaquín Caparrós y rescindió su contrato en agosto de 2007.

### Hércules de Alicante
En agosto de 2007 firmó dos temporadas con el Hércules de Segunda División.A pesar de que el club alicantino, tuvo a tres guardametas con experiencia en Primera División como Toni Prats, Sanzol y Aragoneses, Unai fue portero titular desde la jornada ocho.El 2 de enero de 2008 jugó en San Mamés, en un encuentro de Copa, donde cayeron derrotados por 2 a 0.Sin embargo, en los dos años siguientes estuvo a la sombra de Calatayud y apenas tuvo oportunidades.Finalmente, renovó su contrato con el cuadro herculano y tuvo la oportunidad de formar parte de la plantilla que jugó en Primera División 2010-11.El 21 de noviembre debutó en Primera División en la derrota por 3 a 0 ante el RCD Espanyol.

### Etapa final
Al finalizar la temporada, fichó por el Orihuela CF en agosto de 2011.Con el club amarillo, vivió una campaña histórica al clasificarse para los play-offs de ascenso a Segunda División a las órdenes de Asier Garitano.Al término de la temporada firmó por el CD Alcoyano, que también había fichado al técnico guipuzcoano.A pesar de ser titular indiscutible en Alcoy, en junio de 2013 firmó por el Ontinyent donde se retiró al finalizar la campaña.

### Entrenador de porteros
En 2014 se incorporó a la Academia del Valencia para entrenar a los porteros más jóvenes.En 2017 se incorporó como entrenador de porteros a las filas del Valencia Mestalla.El 27 de diciembre de 2023 firmó como entrenador de porteros del Barcelona Atlétic en sustitución de Carlos Busquets.

## Selección de Euskadi
En junio de 2007 jugó con la Euskal Selekzioa un encuentro amistoso ante Venezuela.

## Clubes
| Club          | País   | Año       |
| ------------- | ------ | --------- |
| Éibar "B"     | España | 1998-1999 |
| Real Unión    | España | 2000-2001 |
| Zestoa KB     | España | 2001-2002 |
| Lagun Onak    | España | 2002-2004 |
| Barakaldo CF  | España | 2004-2006 |
| Athletic Club | España | 2007      |
| Hércules CF   | España | 2007-2011 |
| Orihuela CF   | España | 2011-2012 |
| CD Alcoyano   | España | 2012-2013 |
| Ontinyent CF  | España | 2013-2014 |